# Albatros C.XIV
L'Albatros C.XIV est un avion de chasse biplan allemand monomoteur à deux places construit en 1918. Un seul exemplaire de ce modèle a été construit.

## Conception et historique
La firme Albatros a expérimenté en 1917 la création d'un avion biplace de chasse, le C.XIII devenu précurseur de la classe CL Idflieg. Alors que le C.XIII est  basé sur l'Albatros D.Va monoplace au fuselage arrondi, Albatros commence à concevoir un nouvel appareil et revient à la configuration biplan à deux baies et au fuselage à côtés plats de ses premiers types C avec le C.XIV,.
Les ailes du C.XIV sont droites et à corde constante, les deux baies sont formées par des paires parallèles d'entretoises interplans. Le C.XIV est le premier Albatros de type C à inclure un décalage pour les ailes. L'aile supérieure, maintenue bien au-dessus du fuselage sur une cabane, a une découpe semi-circulaire pour améliorer la vision du pilote depuis l'avant de deux cockpits ouverts en tandem. Des ailerons, dont la corde augmente vers l'extérieur derrière la ligne intérieure du bord de fuite, sont montés sur cette aile.
Le C.XIV est propulsé par un moteur Benz Bz.IVa de 220 ch, montée avec les parties supérieures de ses six cylindres en ligne partiellement exposées. Il dispose d'un grand échappement qui s'étend au-dessus du radiateur monté sur le bord d'attaque de l'aile. L'empennage est monté au bas du fuselage. Le train de roulement est de type fixe, avec des roues principales sur des jambes de force en V et un patin arrière caréné. Son autonomie est de 3,5 h,.
L'Albatros C.XIV effectue son premier vol au printemps 1918 mais n'est pas mis en production. Au lieu de cela, il est modifié pour devenir le modèle C.XV, plus grand mais plus léger, et qui est entré dans une phase de production terminée par l'entrée en vigueur de l'armistice,.